# Neugartheim-Ittlenheim
 Neugartheim-Ittlenheim (en alsacià Neierte-Íttle) és un municipi francès, situat a la regió del Gran Est, al departament del Baix Rin. L'any 1999 tenia 606 habitants.
Forma part del cantó de Bouxwiller, del districte de Saverne i de la Comunitat de comunes del Kochersberg.

## Demografia
| 1962 | 1968 | 1975 | 1982 | 1990 | 1999 |
| ---- | ---- | ---- | ---- | ---- | ---- |
| 307  | 315  | 371  | 523  | 522  | 606  |

## Administració
| Període | Identitat             | Partit |
| ------- | --------------------- | ------ |
| 2001-   | Jean-Charles Gangloff |        |